# La dea fortuna
La dea fortuna és una pel·lícula de comèdia dramàtica italiana del 2019 dirigida per Ferzan Özpetek. S'ha doblat i subtitulat al català.

## Sinopsi
L'Alessandro i l'Arturo són parella des de fa més de quinze anys. Tot i que la passió i l'amor s'han convertit en un afecte important, la seva relació fa temps que està en crisi. Tot i això, l'arribada sobtada a les seves vides de dos fills que el millor amic de l'Alessandro va deixar durant uns dies sota custòdia podria fer un gir inesperat a la seva rutina cansada.